# Mission de bons offices
Une mission de bons offices est, en relations internationales, l'aide apportée par un État à un autre État dans le cadre d'un conflit avec un État tiers. Le terme est venu à comprendre l'aide apportée par des entreprises ou des organisations internationales.

## Concept
Une mission de bons offices est accomplie par un tiers de façon spontanée ou à la demande de parties afin d'aider dans le cadre d'un différend. Une mission de bons offices peut consister à faciliter la tenue de négociations. Une mission de bons offices se distingue d'une simple médiation en ce que la première peut être cachée, opérée via des canaux discrets. La mission de bons offices est fréquemment utilisée dans le cadre du règlement de conflits. 
Les bons offices connaissent une décroissance dans les années 1920 au moment où se développe un multilatéralisme encouragé par la Société des Nations et plusieurs juristes internationalistes, et qui formalise la médiation internationale. Sur les 218 décisions des années 1920 entre États, environ 20 sont dues à une mission de bons offices.
Le terme est inscrit dans le droit international, via l'article 10 du Traité américain de règlement pacifique, qui dispose qu'« une fois que l'on a réussi à obtenir le rapprochement des parties et que celles-ci ont repris les négociations directes, la gestion de l’État sera terminée ou celle du citoyen qui aurait offert ses bons offices ou accepté l'invitation à les interposer ».

## Historique
Les bons offices sont mis en œuvre dans les années 1930 dans cas lors du conflit du Chaco qui a opposé la Bolivie et le Paraguay entre 1932 et 1934.
La Suisse et l'Organisation des Nations unies ont beaucoup joué ce rôle. Elles ont par exemple apporté leur aide dans le cadre des négociations entre la France et la Nouvelle-Zélande après les évènements du Rainbow Warrior.
Si ce sont souvent de petits pays comme la Suisse et le Vatican qui effectuent ces missions, des grandes puissances les ont déjà prises en charge. Ainsi des États-Unis et de l'URSS, parrains de conférence de Madrid de 1991, qui initiait un processus de paix au Proche-Orient.

## Postérité
L'expression trouve son utilisation être élargie pour désigner, au niveau national, les tentatives de conciliation d'intérêts contradictoires.